# Calle Larga
Calle Larga – miasto w Chile, w regionie Valparaíso, w prowincji Los Andes.